# Липовська сільська рада (Бузулуцький район)
Ли́повська сільська рада (рос. Липовский сельский совет) — сільське поселення у складі Бузулуцького району Оренбурзької області Росії.
Адміністративний центр та єдиний населений пункт — село Липовка.

## Населення
Населення — 545 осіб (2019; 580 в 2010, 541 у 2002).